# Simone Vaudry
Simone Vaudry, nom de scène de Simone Vaurigaud, est une actrice française, née le 25 février 1906 à Paris 9e, morte le 3 janvier 1993  à Puteaux (Hauts-de-Seine).

## Filmographie partielle
- 1910 : Le Crime du grand-père de Léonce Perret et Jacques Roullet
- 1910 : La Garde-barrière de Léonce Perret
- 1912 : Partie de cache-cache tragique
- 1912 : Grand-Maman de René Le Somptier
- 1913 : Le Mauvais génie de Victorin Jasset
- 1913 : Le Cabinet d'affaires de Victorin Jasset
- 1913 : La Crinière d'Émile Chautard
- 1914 : L'Apprentie d'Émile Chautard
- 1914 : La Fille de prince de Henri Fescourt
- 1918 : Le Noël d'Yveline de Georges-André Lacroix
- 1921 : L'Épingle rouge : Magdalena Wills
- 1922 : Mimi Pinson
- 1922 : Le Mouton noir : Jeanne Bartelens
- 1922 : La Belle au bois dormant
- 1922 : Vingt ans après : Henriette d'Angleterre
- 1922 : Les Mystères de Paris : Claire Dubreuil
- 1923 : Le Double d'Alexandre Ryder
- 1923 : Pour toute la vie
- 1923 : Les Rantzau
- 1923 : La Bouquetière des innocents : Gloriette
- 1924 : Les Cinquante Ans de Don Juan
- 1924 : L'Enfant des halles
- 1925 : Les Élus de la mer
- 1925 : Mylord l'Arsouille : Nina
- 1925 : Fanfan-la-Tulipe : Perrette
- 1925 : Les petits : Fanine
- 1926 : La Rose effeuillée
- 1926 : Le Berceau de Dieu
- 1926 : Kreuzzug des Weibes : La fille
- 1926 : Titi premier, roi des gosses : Suzon Brunel
- 1926 : Der Herr des Todes : Heid von Duren
- 1926 : La Nuit de la revanche d'Henri Étiévant
- 1927 : Pardonnée
- 1927 : L'Île de la passion : Yvonne
- 1927 : Le Chasseur de chez Maxim's de Roger Lion et Nicolas Rimsky : Mimi Pauphilat
- 1927 : Heimweh : Jeanette
- 1928 : Odette : Jacqueline
- 1928 : Der fidele Bauer de Franz Seitz
- 1929 : Les Fourchambault
- 1929 : La Maison des hommes vivants
- 1930 : Le Mystère de la villa rose de Louis Mercanton et René Hervil : Mado Dubreuil
- 1931 : Quand te tues-tu ?
- 1931 : L'Aiglon de Victor Tourjanski : Thérèse de Lorget
- 1931 : Le Roi du cirage de Pierre Colombier : Daisy
- 1932 : Les Amours de Pergolèse : Maria di Tor Delfina
- 1933 : Trois Hommes en habit : Lucy
- 1933 : Je te confie ma femme de René Guissart : Mme Berger
- 1935 : La Vierge du rocher de Georges Pallu : Cécile Luxeuil
- 1936 : Le Coup de trois de Jean de Limur : Rosette